# EA-2613
EA-2613は、化学兵器として開発された有機リン化合物（神経剤）である。